# Papež Janez XVII.
Papež Janez XVII. (latinsko Papa Joannes Septimus Decimus) rojen kot Giovanni Sicco, je bil italijaski kardinal in papež, * 10. stoletje, Rim (Papeška država, Sveto rimsko cesarstvo), † 6. november 1003, Rim (Papeška država, Sveto rimsko cesarstvo; danes: Italija)

## Življenjepis

### Izvor in vzpon
Rodom je iz Rapagnana pri Fermu v Markah; po drugih je bil Rimljan iz četrti Biberatica ali celo iz Mantove, ter se je v mladosti priselil v Rim). Bodočemu papežu je bilo ime Janez (Giovanni), z nadevkom Cicco (ocvirek, debeluško), Sicco ali Siccone.

Njegov oče je bil prav tako Janez (Giovanni Sicco), najbrž iz plemiške rodovine – po nekaterih pa skromnega podeželskega rodu; materi pa je bilo ime Colomba. V Rimu ga je sprejel konzul Petronius (Petronio), ki ga je vzgajal in mu omogočil vstop v duhovniški stan. Preden je prejel svete redove, je bil poročen in je imel tri sinove, ki so vsi vstopili v cerkveno službo.

Kot prednika so ga omenjali pripadniki družine Secco, ki je dala Cerkvi enega škofa, enega diakona in enega sekundicerija . Omenja jih epitaf iz 1040, ki je za njim izginila vsaka sled. Ti trije bratje so bili: Giovanni škof Palestrine, Pietro diakon ter Andrea "secundicerius". V epigrafu se imenujejo "avi cretos Siconis sanguine papae".

Kar se tiče njegovega cerkvenega vzpona, je Cardella (v 18. st.) zapisal, da je Siccona za kardinala imenoval Gregor V. 996.
Kot nagrado za krepostno življenje je bil postavljen med kler in spoštovali so ga ljudje vsakršnega stanu.

## Papež

### Neugodne zgodovinske razmere
Po smrti cesarja Otona III. so si praktično prilastili vso oblast v Rimu v obdobju med 1003-1012 Krescenciji. Zopet so torej postali stvarni gospodarji Rima Tuskulski grofje, ki so toliko vplivali na papeške volitve, da so v prvi polovici 11. stoletja povzdignili na sedež apostola Petra po vrsti može iz svoje rodovine. Razmere je poslabšalo še dejstvo, da so med seboj tekmovali in se prepirali člani iste rodbine, ki je razpadla v dve veji; tista stranka, ki je imela več denarja, je bolje uspevala na neizmerno škodo Cerkve in večnega mesta.

### Kratka vladavina
Za papeža je bil izvoljen 16. maja, a posvečen in ustoličen 13. junija 1003. Tudi na papeškem prestolu je ohranil ime Janez in je vladal le okrog pol leta, pa še to pod čvrsto roko patricija Krescencija II., ki si je po smrti svetorimskega cesarja Otona III. (983-1002), ki je umrl brez potomcev, praktično prilastil vso oblast, posvetno in duhovno.

### Dela
- »Documenta Catholica Omnia« (v latinščini). Pridobljeno 6. decembra 2011.

O njegovem delovanju se je ohranila le listina, ki naroča poljskim menihom, in zlasti benediktincu Benediktu in drugim poljskim menihom, da naj se posvetijo oznanjanju evangelija med Slovani. O tem je poročal njegov učenec, sveti Bruno, ki je postal apostol Slovanov.

## Smrt in spomin
Papež Janez XVII. je umrl v Rimu (Papeška država, Sveto rimsko cesarstvo – danes: Italija) 6. novembra 1003. 
1. Janez XVII. je pokopan ali pri Svetem Pavlu zunaj obzija
2. ali v veži Lateranske bazilike. Če je bil pokopan v Lateranu, je grob uničil požar 1308 ali 1361; ostanke ostankov so zbrali in pokopali v poliandru blizu manjših vrat bazilike z vhodom blizu groba Inocenca III., na desni strani ladje.
3. Cerkevni zgodovinar Ciaconius pa omenja, da je bil Janez pokopan v cerkvi Santa Saba na rimskem griču Aventinu.

### Nagrobni napis
Po srečnem naključju je napis - vsaj njegov začetek - preživel: 
| Epitaf Janezu XVII. (latinski izvirnik) Cernitur hic tumulus qui praesul dicitur esse Summi Iohannis sic quoque dictus erast. | Nagrobni napis papežu Janezu XVII. (slovenski prevod) Izročilo pravi, da je to grob škofa, ki so ga imenovali papež Janez. |

### Plošča papeža Janeza z omembo rojstnega kraja
Kronika Storia e Luoghi della Marca Fermana poroča za leto 1750 kot tretjo novico naslednje:
„V Rapagnanu, gradu v naši škofiji, je gospod Francesco Antonio Grifoni, župnik cerkve Santa Maria, povedal, da je odkril ploščo, na kateri je sestavljen napis v starih črkah; omenja pa Janeza, sina Sika in Kolombe, ki je bil rojen v tem kraju in je pozneje bil povišan v papeža 1003. 

Takoj sem poslal na mesto najdbe svojega nečaka Štefana Borgia, ki se je posvetil študiju modroslovja in je bil ljubitelj ter izvedenec za antične zadeve. On mi je narisal podobo plošče, ki jo prilagam. Sporočam tudi vsebino plošče: 
| Lapidum papae Joannis (latinski izvirnik) | Lapide di papa Giovanni (italijanski prevod) | Plošča papeža Janeza (slovenski prevod) |
| --- | --- | --- |
| Joannes ex Siccon et Columb in A. Rapugnani prop Tinn ortum hab atq adol Rom duct et a Petron Cos Dom recept adeo lict incub ut toto Urb appl V idus iun a.D. MIII fuer Pont creat par tam rexit Eccles nam regnat in coel pr ka nov seq ob dorm in pace. | Giovanni ebbe nascita da Sicco e Colomba nell’a(gro) di Rapugnano presso il Tin(na) e condotto adolescente a Roma e ricevuto in casa dal console Petronio, si dedicò a studi letterari tanto che con unanime consenso dell’Urbe il 9 giugno 1003 fu creato pontefice ma in breve tempo, il 31 ottobre seguente si addormentò nella pace per regnare in cielo. | Janez se je rodil od Sika in Kolombe na področju Rapunjana blizu (reke) Tine; Mladost je preživljal v Rimu, kjer ga je sprejel v svojo hišo konzul Petronij. Študiju književnosti se je posvetil tako vneto, da je bil s splošnim soglasjem Mesta 9. junija 1003 postavljen za papeža; V kratkem času, sledečega 31. okotbra, je zaspal v miru, da bi kraljeval v nebesih. |

Sklenil sem sporočiti novico Benediktu XIV. tudi zato, ker je prav v tem obdobju pripravljal v Baziliki sv. Pavla, na Via Ostiense, starodavno vrsto podob rimskih papežev. Moj dar je bil zelo cenjen, ker je pustil malo luči na temine teh davnih, zelo mračnih časov rimskega papeštva. 

Potem je prišlo na vrsto odkrivanje starosti plošče, določitve avtorja in razlaga dejstva, da je bil na njej vtisnjen grb Eneja Silvija Pikolominija, ki je upravljal fermansko škofijo od 1456 do leta 1458, in je bil pozneje izvoljen za papeža z imenom Pij II.. 

Catalani ne šteje za popolnoma napačno te novice o navzočnosti Eneja Piccolominija v Fermu kot apostolskega upravitelja škofije. Gre pa tukaj za grb nekega drugega Piccolominija: kardinal Todeschini Piccolomini je bil namreč nadškof v Sieni in je deloval stvarno kot upravitelj fermanske škofije konec XV. stoletja in sicer od 1483 do 1503, ter je postal pozneje papež Pij III..

### Papeževa hiša
Papeža Janeza XVII. so upodobili pri sv. Pavlu , ko je fermanski nadškof Alessandro IV. Borgia poslal papežu posnetek rapanjanske plošče, ki so jo odkrili pod ometom med obnovitvenimi deli na župnijski cerkvi.. 

Še danes imajo navado kmetje iz Rapagnana, da imenujejo kot Casa del Papa (Papeževa hiša) neko kmečko hišo, ki nima nikakršnega starinskega videza; obnovili so jo ex novo (na novo) na temeljih obstoječe starodavne stavbe. Zadnji njen del so žal podrli štiridesetih let 20. stoletja.